# 埃雅
埃雅是葡萄牙波尔图区的一个堂区。总面积4.66平方公里，总人口1198人，人口密度257.1人/平方公里。